# 捜査地図の女
『捜査地図の女』（そうさちずのおんな）は、2012年10月18日から12月6日まで毎週木曜日20:00 - 20:54に、テレビ朝日系「木曜ミステリー」枠で放送された日本の刑事ドラマ。主演は真矢みき。

## 概要
「木曜ミステリー」枠では、2011年1月期の『ホンボシ〜心理特捜事件簿〜』以来、1年9か月ぶりの新作ドラマで、真矢みきは今作が連続ドラマ初主演。
初回・第2話・第5話・第6話は19:58開始（テレビ朝日他一部地域のみ。それ以外のテレビ朝日系列局では20:00飛び乗り）。最終話は2時間スペシャル（19:00 - 20:54。ただし一部地域は19:04飛び乗り）。
番組名に因み、エンドクレジットの役名の前に地図記号が付けられている。また1話完結の形式であるが、一部、番組の終わりに次回のストーリーにつながる「エピローグブリッジ」の演出がなされた。
キャッチコピーは「『地図は生きている』それが私の捜査のキホン。」

## あらすじ
捜査地図を作らせたら右に出る者はいない、京都の道を知り尽くした刑事・橘珠子が、地図を武器に鉄壁のアリバイ崩しに挑むトラベルミステリー。自身も大の地図好きという真矢みきが、「地図の声」に耳を澄ませてひた走るヒロインを演じる。【以上、テレビ朝日広報資料より引用】最終回はスペシャル版のため別データとして収録している。

## 登場人物

### 京都府警察捜査一課 城戸班
橘珠子
演 - 真矢みき
階級は巡査部長。広域地図や犯行現場の見取図などを作らせたら右に出る者がいない。犯人が事件に使用したルートを分析し、犯行現場に至るための時間工作などのアリバイを崩し、事件解明へと近づいていく。
頭の中に京都近辺の地図が網羅されており、目撃証言だけで犯人の立ち寄り場所を正確に言い当てることが出来る。新しく出来た場所は「散歩」と称して、お手製の地図に書き込みながら散策する。
成田慎平
演 - 石黒賢
階級は警部補。珠子の相棒。犯人の目撃証言を聞き込みする際に「寄り道」することが多い珠子に悩まされているが彼女の良き理解者でもある。
河本麻里
演 - 内山理名
階級は巡査。2歳になる息子がいる。
望月克己
演 - 阿部力
階級は警部。警察庁から出向し新しく城戸班に配属された刑事。
山之内文雄
演 - 宇梶剛士
階級は巡査部長。
城戸禄郎
演 - 中村梅雀
階級は警部。班長。珠子の幼なじみ。和歌に造詣が深い。

### 珠子の家族
橘和輝
演 - 佐野岳
珠子と晴彦の息子。晴彦の連れ子で珠子とは血が繋がっていない。
橘晴彦
演 - 渡辺いっけい
珠子の夫。理数系が苦手で医者になれなかった珠子の代わりに松原医院を継ぐ。
松原美冬
演 - 草笛光子
珠子の母親。現役を引退した医者。

### 特別出演
成増清剛
演 - 寺島進（第1話）
京都府警捜査一課の刑事。橘珠子とは旧知の仲。「京都地検の女」からのゲスト出演。

### ゲスト
第1話「京都・五山送り火 美女2人の殺人計画!?」
- 一条典子（インテリアデザイナー） - 中田喜子
- 栗塚エミ（京都観光に来た女性） - 前田亜季
- 津村健太（西陣織の職人） - 古澤蓮
- 水野英一（高級呉服屋マイヒメ 社長） - 伊庭剛

第2話「京都〜神戸 60キロの遠隔殺人!?」
- 柳原元子（秀夫の妻） - 手塚理美（第1話にも出演）
- 柳原秀夫（フォレストエステート京都支店 支店長） - 村田雄浩
- 鍋島茂（鍋島不動産 社長・宗広の甥） - 清水昭博
- 西川由梨（祇園「クラブみどり」ママ・茂の愛人） - 舟木幸
- 上野亜沙美（祇園「クラブみどり」ホステス・宗広の娘） - 中園友乃
- 鍋島宗広（鍋島不動産 会長） - 藤沢徹衛

第3話「祇園の舞妓が結ぶ二つの殺人!!」
- 大石恵三（祇園にしむら 板長） - 西岡德馬
- 早乙女怜子 / 小春（舞妓） - 黒川智花
- 白井貢（「BAR RED SHOT」店長） - 水上竜士
- 澄江（置屋の女将） - 和泉ちぬ
- 森克明（料亭板前） - 篠田光亮
- 神田芳郎（訪問販売経営者） - 谷口高史
- 早乙女哲夫（北楽食品 社員） - 下元佳好

第4話「京都の白馬が暴く300秒の殺人トリック!」
- 野坂良枝（正也の姉・旅行者） - 酒井美紀（11歳：野田琴乃 / 高校時代：福井美都）
- 野坂正也（落陽ライディングパーク 厩務員） - 浅利陽介（幼少期：秦稜介 / 少年期：上田友貴）
- 榎木瑞穂（正也の彼女・落陽ライディングパーク 受付） - 遊井亮子
- 榎木武弘（瑞穂の兄・落陽ライディングパーク 厩務員） - 志村東吾
- 松井田仁志（元暴力団構成員） - 上杉祥三
- 西村道夫（愛宕念仏寺住職） - 春海四方
- 里中研二（エブリデンキの客） - 米田良
- 土屋恵里花（研二の彼女） - 七海薫子

第5話「狙われた京都の花嫁! 一夜で消えた殺人ルート!!」
- 伊藤昭彦（小田原提灯職人） - 中原丈雄
- 山科修（京くみひも職人） - 国広富之
- 伊藤あづさ（昭彦の娘） - 末永遥
- 朝倉拓也（あづさの婚約者） - 内田朝陽
- 沢村慶一（ガールズバーの経営者） - 佐藤祐基

第6話「京都トロッコ列車〜保津川下り魅惑の殺人ツアー!」
- 高梨優美子（ベビーシッター） - 佐藤仁美
- 藤野猛（大手建設会社経営者） - 矢島健一
- 今村裕二（猛の義弟） - 古宮基成
- 藤野海斗（猛の息子） - 高木陸
- 高梨徹（優美子の息子） - 桝井海雅
- 藤野加織（猛の後妻） - 中山忍

最終話「さようなら…地図の女! 京都〜福井〜東京、3つの殺人!」
前半
- 堀江涼一（福井県警 刑事） - 岡田浩暉
- 滝沢俊紀（タクシー運転手） - 賀集利樹（少年期：金安隼太）
- 三上響子（みかさ山草木染工房 職人） - 東風万智子（少女期：植田紗帆）
- 浅野翠（旅館の仲居） - 村井美樹（少女期：宮崎優奈）
- 小山勝代（治子の姉） - 茅島成美
- 村井治子（ブティック経営） - 川俣しのぶ
- 関根芳信（不動産会社の経営者・治子の元夫） - 浦野REN
- 堀江美幸（涼一の妻） - 久野麻子

後半
- 宗方史子（茶道宗方流本家家元） - 東ちづる
- 宗方亮介（三輪の共同経営者） - 福士誠治（少年期：久保田直樹）
- 大島悦子（亮介の彼女・カフェ店員） - 上原美佐
- 宗方満（史子の弟・亮介の叔父） - 伊藤正之
- 三輪徹（飲食店オーナー） - 髙橋洋
- 宗方京一（史子の夫・亮介の父親） - 蟷螂襲
- 宗方綾乃（満の妻） - 藤吉みか

## スタッフ
- 脚本 - 岩下悠子、真部千晶、福田卓郎、波多野都
- 音楽 - 吉川清之
- 監督 - 猪原達三、藤岡浩二郎、石川一郎
- 主題歌 - 地球三兄弟「呼びにきたよ」[5]（キューンミュージック）
- 挿入歌 - 真矢みき&山梨鐐平「私の迷宮」[6]（日本コロムビア）
- 助監督 - 中川裕介、匂坂力祥、佐野陽一
- 音響効果 - 荒木祥貴
- VFX - キルアフイルム
- 警察取材協力 - チーム五社
- 擬斗 - 中村健人（JAE）
- ゼネラルプロデューサー - 井圡隆（テレビ朝日）
- プロデューサー - 横地郁英、川島誠史（テレビ朝日） / 目黒正之、小野川隆（東映）
- ラインプロデューサー - 清水圭太郎
- プロデューサー補 - 古草昌実（テレビ朝日）
- 制作 - テレビ朝日、東映

## 放送日程
- 11月1日は日本シリーズ第5戦 北海道日本ハムファイターズ対読売ジャイアンツ戦中継のため休止。
- 最終回は2時間スペシャル（19:00 - 20:54）。

| 各話                                                           | 放送日   | サブタイトル                                      | 脚本              | 監督       | 視聴率 |
| -------------------------------------------------------------- | -------- | ------------------------------------------------- | ----------------- | ---------- | ------ |
| 第1話                                                          | 10月18日 | 京都・五山送り火 美女2人の殺人計画!?              | 岩下悠子          | 猪原達三   | 11.2%  |
| 第2話                                                          | 10月25日 | 京都〜神戸 60キロの遠隔殺人!?                     | 真部千晶          | 猪原達三   | 12.1%  |
| 第3話                                                          | 11月08日 | 祇園の舞妓が結ぶ二つの殺人!!                      | 岩下悠子          | 藤岡浩二郎 | 09.0%  |
| 第4話                                                          | 11月15日 | 京都の白馬が暴く300秒の殺人トリック!              | 真部千晶          | 藤岡浩二郎 | 09.8%  |
| 第5話                                                          | 11月22日 | 狙われた京都の花嫁! 一夜で消えた殺人ルート!!      | 波多野都          | 石川一郎   | 08.5%  |
| 第6話                                                          | 11月29日 | 京都トロッコ列車〜保津川下り魅惑の殺人ツアー!     | 福田卓郎          | 石川一郎   | 09.8%  |
| 最終話                                                         | 12月06日 | さようなら…地図の女! 京都〜福井〜東京、3つの殺人! | 真部千晶 岩下悠子 | 猪原達三   | 10.2%  |
| 平均視聴率 10.1%（視聴率はビデオリサーチ調べ、関東地区・世帯） |          |                                                   |                   |            |        |